# Wouro Boutoul Foulbé
Wouro Boutoul Foulbé (ou Ouro Boutoul I) est une localité du Cameroun située dans l'arrondissement de Ndoukoula, le département du Diamaré et la région de l’Extrême-Nord. Elle fait partie du canton de Gawel.

## Population
En 1975, la localité comptait 117 habitants, dont 96 Peuls et 21 Guiziga.
Lors du recensement de 2005, on y a dénombré 350 personnes.